# Kangertittivatsiaq
Kangertittivatsiaq är en fjord i Grönland (Kungariket Danmark).   Den ligger i kommunen Sermersooq, i den södra delen av Grönland, 800 km öster om huvudstaden Nuuk.